# А-40 «Альбатрос»

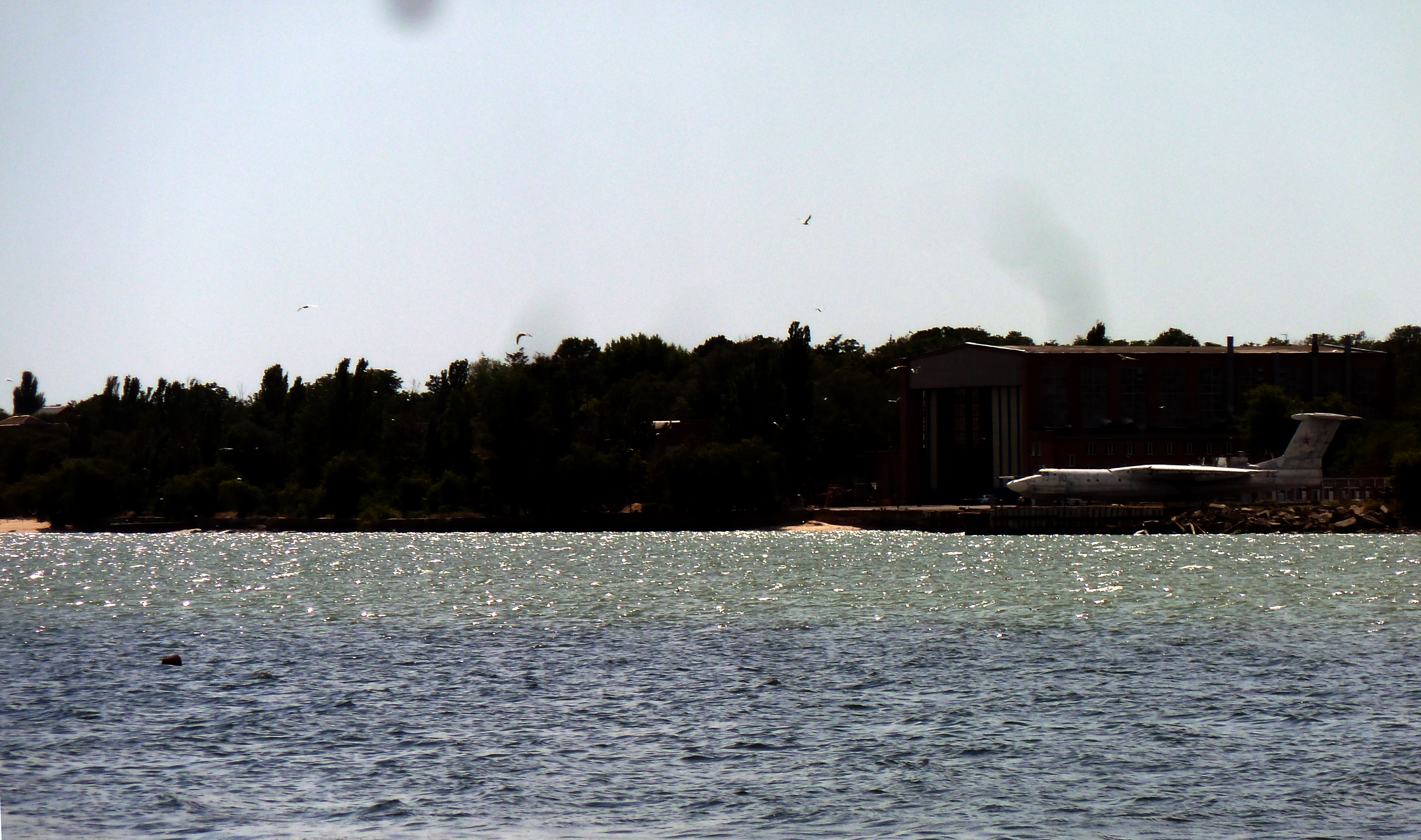
На территории завода, 2018.

А-40 «Альбатрос» (Бе-42, изделие «В», по кодификации НАТО: Mermaid) — советский многоцелевой самолёт-амфибия, самый большой в мире реактивный самолёт-амфибия.
Этот самолёт проектировался во времена Холодной войны как средство для уничтожения подводных лодок противника в любой точке мирового океана в любое время суток одной или двумя торпедами. В 2016 году проект был возобновлён и планировался для замены самолёта-амфибии Бе-12. На 2023 год информация о проекте отсутствует.

## История проекта

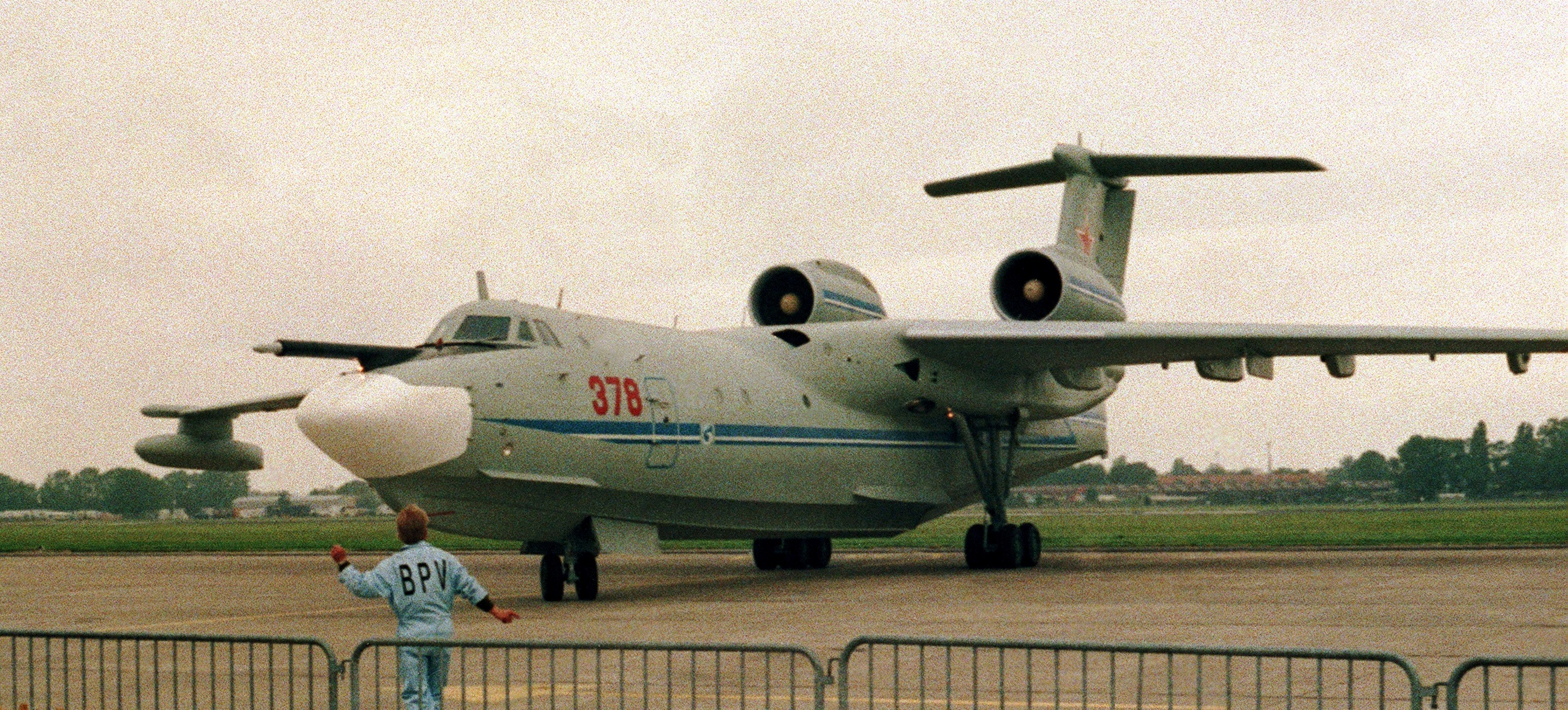
А-40 «Альбатрос»

Разработка самолёта началась в 1983 году на таганрогском авиазаводе, главным конструктором А. К. Константиновым.
8 декабря 1986 года совершил свой первый полёт с суши. С воды «Альбатрос» впервые поднялся в воздух 4 ноября 1987 года. На опытном образце этого самолёта в ходе лётных испытаний было установлено 148 мировых рекордов. Лётные испытания проходили в Таганроге и на заводской испытательной станции в Геленджике. Первый официальный показ самолёта состоялся на международном авиасалоне в Ле-Бурже в 1991 году. А-40, который не имеет мировых аналогов, создавался прежде всего, как самолёт противолодочной обороны, но заложенные в нём на этапе проектирования решения позволили получить многоцелевую машину, способную осуществлять поисково-спасательные работы, пассажирские и грузовые перевозки, тушение промышленных и лесных пожаров. После распада Советского Союза производство остановилось.
В июле 2014 года было сделано заявление о том, что самолёт проходит модернизацию для ввода в строй.
3 марта 2016 года начальник Морской авиации Черноморского Флота ВМФ России полковник авиации Геннадий Загонов официально заявил, что к 2020 году находящиеся на вооружении флота противолодочные самолёты-амфибии Бе-12 будут заменены на амфибии А-40.
В преддверии «Гидроавиасалона-2018» в пресс-службе Объединённой авиастроительной корпорации (ОАК) заявили, что в корпорации приступили к работе над проектом по возобновлению производства самолёта-амфибии А-40. Взлётная масса машины составит 93 тонны, дальность полёта — 11 тыс. км без дозаправки.

## Конструкция
А-40 — летающая лодка с высокой мореходностью представляет собой свободнонесущий двухдвигательный моноплан с высокорасположенным стреловидным крылом и Т-образным оперением.
В планере самолёта широко использованы сотовые клеенные конструкции и неметаллические материалы.
- Фюзеляж — лодочного типа с одним реданом. Днище лодки переменной килеватости, что позволило обеспечить устойчивость и управляемость лодки при движении по воде, а также уменьшить перегрузки при взлёте и посадке. Технологически фюзеляж состоит из трёх отсеков: носовой, средний и хвостовой. Носовая часть полностью герметична, в ней располагаются кабина экипажа, отсеки бортового радиоэлектронного оборудования, штанга дозаправки топливом в полёте и часть оборудования самолёта. В средней части (герметичной) находятся агрегаты топливной системы, отсек вооружения, агрегаты управления самолётом и механизацией крыла. В хвостовой части располагаются агрегаты топливной системы, агрегаты управления самолётом, системы ПЛО, РТБ и РЭБ.[7] Основной объём носовой части фюзеляжа занимает кабина экипажа и включает в себя рабочие места лётчика, штурмана и операторов систем противолодочной обороны (ПЛО), всего 5-6 человек, а также отсек для отдыха сменного экипажа, гардероб, бытовой отсек и туалет. В хвостовой части днища лодки, для руления на воде, установлен руль.[7].
- Крыло — большого удлинения и малой стреловидностью и сужением. Крыло состоит из центроплана, двух кессонов средней части крыла и двух кессонов консольных частей крыла, двух законцовок, а также поверхностей механизации и управления. Механизация крыла состоит из выдвижных двухщелевых закрылков, расположенных по всему размаху крыла, интерцепторов, на передней кромке расположены отклоняемые предкрылки. По концевым частям крыла на коротких пилонах установлены неубирающиеся поплавки, служащие для повышения устойчивости самолёта на воде.[7]
- Хвостовое оперение — состоит из горизонтального и вертикального оперений. Оперение самолёта Т-образное. Горизонтальное оперение переставное в полёте и состоит из стабилизатора и рулей высоты. Вертикальное оперение состоит из киля и руля направления. Руль направления двухсекционный, на нижней секции установлен триммер-сервокомпенсатор.[7]
- Шасси — полностью убирающееся трёхопорное шасси с носовой опорой. В полёте и при взлёте и посадке на воду передняя стойка убирается в фюзеляж, а основные в обтекатели, расположенные за крылом. Основные опоры шасси имеют пирамидальную силовую схему с подкосом, который одновременно является цилиндром уборки-выпуска. На каждой основной опоре установлена тележка с четырьмя тормозными колёсами и гидравлическим демпфером. Передняя опора поворачивающаяся. Шасси обеспечивает самостоятельный сход самолёта на воду и выход из воды на берег.[7]
- Силовая установка — два маршевых турбореактивных двухконтурных двигателя Д-30 КВП. Для сокращения времени и дистанции разбега при взлёте с водной поверхности самолёт оснащён двумя бустерными турбореактивными двигателями РД-60К, которые установлены под двигателями главной силовой установки в обтекателях основных стоек шасси. Маршевые двигатели установлены в гондолах, которые находятся над задней кромкой крыла, поэтому их воздухозаборники защищены от попадания воды даже при высокой волне. Запуск двигателей осуществляется вспомогательной силовой установкой (ВСУ). Самолёт имеет запас топлива 35000 литров и систему дозаправки в полёте.[7]
- Система управления — гидромеханическая, включает независимые каналы тангажа, крена и рыскания. Самолёт имеет два одинаковых поста управления. В систему управления включены цифровая САУ, автономный демпфер рыскания, система предупреждения выхода на опасный режим полёта и др. оборудование.[7]
- Оборудование — на самолёте установлено гидроакустическое оборудование, радиоэлектронные и вычислительные средства позволяющие решать боевые задачи самостоятельно или во взаимодействии с надводными кораблями, подводными лодками и самолётами ДРЛО. В варианте морского спасателя самолёт оснащён радиолокационным и навигационным оборудованием, позволяющее вести спасательные работы в условиях ограниченной видимости и в ночное время.[7]
- Вооружение — в отсеке вооружения размещалось три противолодочных торпеды или шесть противолодочных/противокорабельных ракет. Максимальная масса боевой нагрузки составляет 6500 кг.[7]

## Варианты
- А-40 (изделие В-1) — первый опытный — противолодочный и многоцелевой морской самолёт-амфибия. Самолёт был передан на заводские испытания в сентябре 1986 года без боевых систем и вооружения.[13]
- А-40 (изделие В-2) — построен в полной комплектации. Первый полёт совершил в конце 1989 года. Самолёт использовался в процессе заводских и государственных испытаний, а затем для демонстрационных целей на авиасалонах. В дальнейшем самолёт использовался как летающая лаборатория-демонстратор перспективных модификаций.[13]
- А-40 (Бе-42) — серийный производства Таганрогского машиностроительного завода им. Димитрова. Под производство самолёта были построены новые цеха, проведена реконструкция и переоснащение существующих. В начале 1990-х годов завод получил конструкторскую документацию и был готов к серийному выпуску самолёта, но решение о выпуске было отменено в связи с сокращением финансирования.[13]
- Бе-42 «Альбатрос» (А-40) — предполагаемый серийный в экспортном исполнении. На самолёте были исключены средства применения ядерного оружия, были исключены запрещённые к экспорту системы, обеспечена интеграция систем иностранного производства по требованию заказчика. В июне 1991 года самолёт был впервые представлен на аэрокосмическом салоне в Ле-Бурже во Франции.
- А-40Д — транспортно-десантный самолёт. Проект. Финансирование не выделено.
- А-40ПС — поисково-спасательный самолёт. Проект. После катастрофы АПЛ «Комсомолец», когда не нашлось самолёта способного приводниться у терпящей бедствие подлодки, было решено дать проекту приоритет и он был выделен в самостоятельный тип А-42.[13]
- А-40П — противопожарный самолёт. Модификация самолёта для тушения лесных и прочих занимающих большие площади пожаров. Самолёт может на глиссировании набирать 25 т воды. Самолёт мог выполнять следующие задачи: тушение пожаров сбросом воды, сброс специальных средств пожаротушения, доставку и высадку пожарной команды, патрулирование пожароопасных участков визуально или с помощью тепловизоров. Самолёт не строился.[13]
- А-40П — пассажирский самолёт. Модификация самолёта А-40 для нерегулярных авиалиний средней протяжённости, где нет обычной аэродромной сети. С помощью таких самолётов расчитывали доставлять на нефтяные и газовые платформы в открытом море. Самолёт не строился.[13]

## Тактико-технические характеристики
Приведённые характеристики соответствуют модификации А-40.

| Технические характеристики - Экипаж: 4-8 человек - Длина: 45,70 м - Размах крыла: 42,50 м - Высота: 11,07 м - Площадь крыла: 200 м² - Масса пустого: 44 000 кг - Масса снаряжённого: 51 000 кг - Нормальная взлётная масса: 86 000 кг - Максимальная взлётная масса: 90 000 кг - Масса полезной нагрузки: 10 000 кг - Масса топлива: 35 000 кг - Двигатели: - основные: 2× ТРДД Д-30ТКПВ - взлётные: 2× ТРД РД-60К - Тяга: - основные: 2× 117,68 кН - взлётные: 2× 6800 кгс | Лётные характеристики - Максимальная скорость: 800 км/ч - Крейсерская скорость: 720 км/ч - Практическая дальность: 4000 км - Перегоночная дальность: 5500 км - Продолжительность патрулирования: 12 ч - Практический потолок: 13 000 м - Эксплуатационная высота полёта: 8000 м - Длина разбега: 1000/2000 м (суша/вода) - Длина пробега: 700/900 м (суша/вода) - Нагрузка на крыло: 430 кг/м² - Аэродинамическое качество: 16-17 - Мореходность (высота волны): 2,2 м | Вооружение - Боевая нагрузка: 6500 кг различного вооружения: - гидроакустические буи, глубинные бомбы, мины - 3 торпеды «Орлан» или - 4 «Коршун» или - 4 противолодочные ракеты АПР-2 «Ястреб» или - 6 торпед АПР-3 «Орёл». |

## Интересные факты
- По состоянию на 2012 год являлся самым большим реактивным самолётом-амфибией в мире[14].
- На самолёте установлено 148 мировых рекордов[14].